# Wacław Zawadowski
Jan Wacław Zawadowski (Volínia, 14 de abril de 1891 – Aix-en-Provence, 15 de novembro de 1982), conhecido como Zawado, foi um pintor pós-impressionista polonês da Escola de Paris.